# 3-Hydroxybuttersäure-n-butylester
3-Hydroxybuttersäure-n-butylester ist eine chemische Verbindung aus der Gruppe der Buttersäureester. Die Verbindung ist isomer zu tert-Butyl-3-hydroxybutyrat.

## Eigenschaften
Die Verbindung ist eine farblose Flüssigkeit mit mildem Geruch, die löslich in Wasser ist und sich ab 354 °C zersetzt. Der Flammpunkt der Verbindung liegt bei 95 °C, die Selbstentzündungstemperatur bei 303 °C.

### Stereochemie
3-Hydroxybuttersäure-n-butylester ist eine chirale Verbindung, die ein asymmetrisch substituiertes Kohlenstoffatom enthält. Die Verbindung liegt daher in der Regel als 1:1-Gemisch (Racemat) von zwei spiegelbildlichen Molekülen (Enantiomeren) vor, die sich in bestimmten physikalischen Eigenschaften und physiologischen Wirkungen unterscheiden können.

## Verwendung
3-Hydroxybuttersäure-n-butylester wird als Reinigungsmittel und Lösungsmittel verwendet.